# Грегг, Вирджиния
Вирджи́ния Грегг Ба́ркет (англ. Virginia Gregg Burket; 6 марта 1916, Гаррисберг, Иллинойс, США — 15 сентября 1986, Энсино (Лос-Анджелес), Калифорния, США) — американская актриса.

## Биография
Вирджиния Грегг Баркет родилась 6 марта 1916 года в Харрисберге (штат Иллинойс, США) в семье Эдварда Уильяма Грегга и Дьюи Альфалеты Тодд.

## Карьера
В 1930-е годы, до того как стать актрисой, Вирджиния играла на бассе и альте с «Pasadena Symphony».
В 1946 году Вирджиния дебютировала в кино, сыграв роль делопроизводительницы в фильме «Дурная слава». Всего, до своей смерти в 1986 году, Грегг сыграла в 210-ти фильмах и телесериалах, включая озвучивание Нормы Бейтс в фильмах «Психо» (1960), «Психо 2» (1983) и «Психо 3» (1986).

## Личная жизнь
В 1948—1959 года Вирджиния была замужем за актёром Хайме дель Валье (1910—1981). У супругов было три сына: Грегг дель Валье, Хайме Каррильо дель Валье-младший и Рикардо дель Валье.

## Смерть
70-летняя Вирджиния скончалась 15 сентября 1986 года после продолжительной борьбы с раком лёгкого в Энкино (штат Калифорния, США).

## Избранная фильмография
| Год       |   | Русское название            | Оригинальное название     | Роль                          |
| --------- | - | --------------------------- | ------------------------- | ----------------------------- |
| 1946      | ф | Дурная слава                | Notorious                 | делопроизводительница         |
| 1947      | ф | Джентльменское соглашение   | Gentleman's Agreement     | третья женщина                |
| 1955—1957 | с | Альфред Хичкок представляет | Alfred Hitchcock Presents | разные персонажи              |
| 1955      | ф | Я буду плакать завтра       | I’ll Cry Tomorrow         | Эллен                         |
| 1956      | ф | Преступность на улицах      | Crime in the Streets      | миссис Дэйн                   |
| 1957      | с | Лесси                       | Lassie                    | миссис Пауэлл                 |
| 1958—1961 | с | Мэверик                     | Maverick                  | Эми Харди/Гида Джеймисон/Эбби |
| 1958—1965 | с | Перри Мейсон                | Perry Mason               | разные персонажи              |
| 1958—1969 | с | Дымок из ствола             | Gunsmoke                  | разные персонажи              |
| 1960      | ф | Психо                       | Psycho                    | Норма Бейтс (озвучивание)     |
| 1963—1964 | с | Сумеречная зона             | The Twilight Zone         | Осси Стоун/Эмили Харпер       |
| 1964      | с | Бонанза                     | Bonanza                   | Энджи Мэлоун                  |
| 1965      | с | Беглец                      | The Fugitive              | миссис Росс                   |
| 1965      | с | Семейка Аддамс              | The Addams Family         | Элинор Кортни                 |
| 1967—1969 | с | Большая долина              | The Big Valley            | Сара Кларк/Либби              |
| 1969      | с | Моя жена меня приворожила   | Bewitched                 | Лесли Отис                    |
| 1972—1974 | с | Доктор Маркус Уэлби         | Marcus Welby, M.D.        | Джанет Кендердайн             |
| 1974      | с | Счастливые дни              | Happy Days                | миссис Нестрок                |
| 1974      | ф | Аэропорт 1975               | Airport 1975              | пассажирка Лили               |
| 1974—1977 | с | Женщина-полицейский         | Police Woman              | Астрид                        |
| 1976—1978 | с | Уолтоны                     | The Waltons               | миссис Баттеруорт/Ада Корли   |
| 1979      | с | Лу Грант                    | Lou Grant                 | грязная Донна                 |
| 1980      | с | Ангелы Чарли                | Charlie's Angels          | миссис Крейг                  |
| 1983      | ф | Психо 2                     | Psycho II                 | Норма Бейтс (озвучивание)     |
| 1983      | с | Династия                    | Dynasty                   | медсестра                     |
| 1986      | ф | Психо 3                     | Psycho III                | Норма Бейтс (озвучивание)     |